# La Montagne (Alto Saona)
 La Montagne  es una población y comuna francesa, situada en la región de Franco Condado, departamento de Alto Saona, en el distrito de Lure y cantón de Faucogney-et-la-Mer.

## Demografía
| 42 | 103 | 77 | 47 | 30 | 23 |
| Para los censos de 1962 a 1999 la población legal corresponde a la población sin duplicidades (Fuente: INSEE [Consultar]) |     |    |    |    |    |